# Komić
Komić falu Horvátországban, Lika-Zengg megyében. Közigazgatásilag Udbinához tartozik.

## Fekvése
Korenicától légvonalban 32 km-re, közúton 37 km-re délre, községközpontjától légvonalban 9 km-re, közúton 10 km-re délnyugatra, a Korbavamező délnyugati szélén, a Likai-középhegység lábánál fekszik.

## Története
Komić várát 1397-ben említik először, amikor a Kurjakovićok itteni tágas palotájukban látták vendégül Luxemburgi Zsigmond királyt és kíséretét, aki a nikápolyi csatából volt visszatérőben Magyarországra. Ebből is látszik, hogy Komić a 14. században nagyobb és jelentősebb vár volt Udbinánál is. 1462-ben Karl korbáviai gróf innen keltezi egyik fennmaradt oklevelét, majd 1468-ban testvére Pavao gróf szintén itt kelt adománylevelében ad Ivan Gusićnak egy bizonyos földet. 1509-ben itt tartózkodik Ivan Karlović gróf és Jelena nevű testvére a korbávmezei csatában elesett Karl gróf gyermekei. A török 1527-ben foglalta el a várat, a falu horvát lakossága elmenekült. Egy 1577-es feljegyzés szerint a faluban szerb és muzulmán lakosság együtt élt. A horvát seregek 1689-ben foglalták vissza a várat és a falut. A század végén megkezdődött az új lakosság betelepítése. Martin Brajković zenggi püspök leírása szerint 1701-ben a termékeny komići mezőn már 60 ház állt, többségben pravoszláv szerb lakossággal. Később a vár elveszítette jelentőségét és elhagyatva romlásnak indult. Franz-Julius Fras császári katonai topográfus 1835-ben azt írja, hogy a vár falai nagy magasságban állnak.
A falunak 1857-ben 592, 1910-ben 865 lakosa volt. A trianoni békeszerződés előtt Lika-Korbava vármegye Udbinai járásához tartozott. Ezt követően előbb a Szerb-Horvát-Szlovén Királyság, majd Jugoszlávia része lett. 1991-ben teljes lakossága szerb nemzetiségű volt, akik a közeli Mutilić parókiájához tartoztak. A falunak 2011-ben 20 lakosa volt.

## Lakosság
| Lakosság változása | Lakosság változása | Lakosság változása | Lakosság változása | Lakosság változása | Lakosság változása | Lakosság változása | Lakosság változása | Lakosság változása | Lakosság változása | Lakosság változása | Lakosság változása | Lakosság változása | Lakosság változása | Lakosság változása | Lakosság változása |
| ------------------ | ------------------ | ------------------ | ------------------ | ------------------ | ------------------ | ------------------ | ------------------ | ------------------ | ------------------ | ------------------ | ------------------ | ------------------ | ------------------ | ------------------ | ------------------ |
| 1857               | 1869               | 1880               | 1890               | 1900               | 1910               | 1921               | 1931               | 1948               | 1953               | 1961               | 1971               | 1981               | 1991               | 2001               | 2011               |
| 592                | 967                | 840                | 719                | 830                | 865                | 837                | 820                | 509                | 466                | 414                | 315                | 217                | 153                | 9                  | 20                 |

## Nevezetességei
A falu feletti 1177 méter magas Komača-hegyen állnak Komić középkori várának maradványai. A vár magja egy hozzáférhetetlen kőoromzaton állt, nagyobb kőtömbökből épített szabálytalan négyszög alaprajzú torony volt. A várhoz egy erős falakkal rendelkezett külső vár is tartozott. Ebből a külső várból, mely a hegy déli lejtőjén állt csak a déli sarok vége maradt fenn. A külsővár feletti lejtőt szintén védőfalak határolták, melyek jórészt a mai napig fennmaradtak. Valószínűleg itt volt a vár belső udvara. Az építés módja és anyaguk alapján a legrégibb falak még a kora római időszakból származó erődítmény részei lehettek. A sűrű növényzet miatt a vár Heneberg által készített alaprajzának helyessége és méretei nem ellenőrizhetők.